# Oedostethus quadripustulatus
Oedostethus quadripustulatus là một loài bọ cánh cứng trong họ Elateridae. Loài này được Fabricius miêu tả khoa học năm 1792.

## Hình ảnh

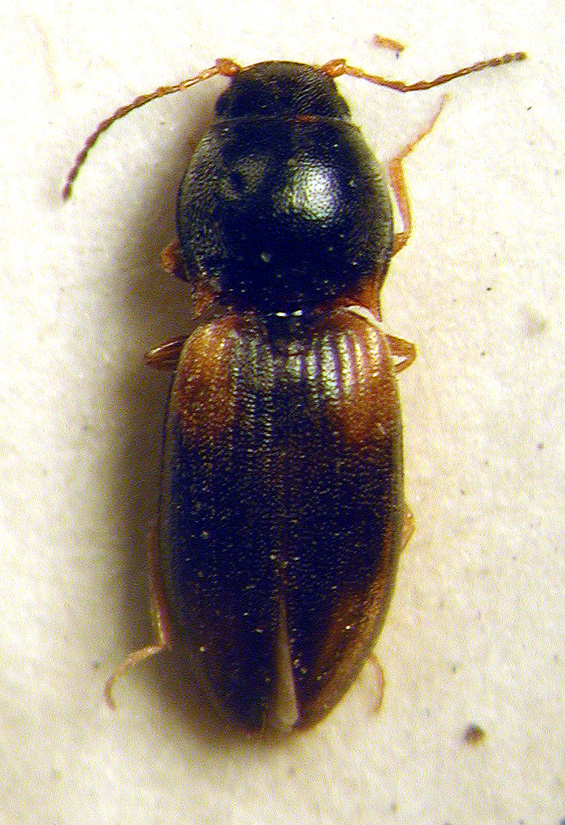